# USL Super League
La USL Super League (USLS) es una liga de fútbol profesional femenina proyectada para funcionar como máxima categoría en los Estados Unidos. La liga será propiedad y estará operada por la United Soccer League. Originalmente planeada para lanzarse en agosto de 2023, ahora su comienzo se prevé en agosto de 2024.

## Historia
La USL anunció la formación de la Superliga el 21 de septiembre de 2021. Junto con la USL W League preprofesional, que comenzó en 2022, la USLS es parte de la creación de una trayectoria completa para el fútbol femenino. Amanda Vandervort, exdirectora de fútbol femenino de FIFPro, fue nombrada presidenta de la liga el 12 de octubre de 2021.
En mayo de 2022, la United Soccer League anunció que el calendario de la Superliga se alineará con el "calendario internacional de fútbol femenino" con temporadas que van de agosto a junio, incluido un descanso a mitad de temporada para evitar las bajas temperaturas del invierno. La liga espera presentar 12 equipos en su temporada inaugural.
En mayo de 2023, la USL Super League anunció las ocho ciudades iniciales en las que se formarían los clubes para la temporada inaugural, con cinco adicionales que se unirían posteriormente. También anunció su intención de lanzarse como una liga de primera división, abandonando su plan inicial de conformar una segunda división. Esto convertiría a la USL Super League en la segunda liga profesional de fútbol femenino de primera división en los Estados Unidos junto con la National Women's Soccer League.

## Equipos

### Equipos actuales
| Nombre                     | Ciudad                         | Estadio                          | Capacidad | Fundación | Ingreso |
| -------------------------- | ------------------------------ | -------------------------------- | --------- | --------- | ------- |
| Brooklyn FC                | Brooklyn (Nueva York)          | Maimonides Park                  | 7.000     | 2024      | 2024    |
| Carolina Ascent FC         | Charlotte (Carolina del Norte) | American Legion Memorial Stadium | 10.500    | 2023      | 2024    |
| Dallas Trinity FC          | Dallas (Texas)                 | Estadio Cotton Bowl              | 90.000    | 2023      | 2024    |
| DC Power FC                | Washington D. C.               | Audi Field                       | 20.000    | 2023      | 2024    |
| Fort Lauderdale United FC  | Fort Lauderdale (Florida)      | Training Facility at NSU         | 5.000     | 2023      | 2024    |
| Lexington SC               | Lexington (Kentucky)           | Lexington SC Stadium             | 7.500     | 2023      | 2024    |
| Spokane Zephyr FC          | Spokane (Washington)           | One Spokane Stadium              | 5.100     | 2023      | 2024    |
| Sporting Club Jacksonville | Jacksonville (Florida)         | Hodges Stadium                   | 12.000    | 2023      | 2025    |
| Tampa Bay Sun FC           | Tampa (Florida)                | Riverfront Stadium               | 5.000     | 2023      | 2024    |

### Equipos futuros
| Nombre                    | Ciudad                  | Estadio                         | Capacidad   | Fundación | Ingreso     |
| ------------------------- | ----------------------- | ------------------------------- | ----------- | --------- | ----------- |
| Athletic Club Boise       | Garden City (Idaho)     | Expo Idaho                      | 6.225       | 2024      | 2027        |
| New York Cosmos           | Paterson (Nueva Jersey) | Hinchliffe Stadium              | 10.000      | 2025      | 2027        |
| Ozark United FC           | Rogers (Arkansas)       | Ozark United Stadium (planeado) | 5.000       | 2023      | 2027        |
| Buffalo Pro Soccer        | Buffalo (Nueva York)    | A decidirse                     | A decidirse | 2024      | A decidirse |
| Chattanooga Red Wolves SC | East Ridge (Tennessee)  | CHI Memorial Stadium            | 5.500       | 2024      | A decidirse |
| Forward Madison FC        | Madison (Wisconsin)     | Breese Stevens Field            | 5.000       | 2023      | A decidirse |
| Indy Eleven               | Indianápolis (Indiana)  | Eleven Park (planeado)          | 20.000      | 2023      | A decidirse |
| Oakland Soul SC           | Oakland (California)    | Oakland Coliseum                | 15.000      | 2025      | A decidirse |
| USL Palm Beach            | Palm Beach (Florida)    | A decidirse                     | A decidirse | 2023      | A decidirse |

## Ganadores
| Año     | Campeón          | Resultado | Subcampeón                | Primero en temporada regular |
| ------- | ---------------- | --------- | ------------------------- | ---------------------------- |
| 2024-25 | Tampa Bay Sun FC | 1 - 0     | Fort Lauderdale United FC | Carolina Ascent FC           |

## Títulos por equipo
| Club                      | Títulos | Subtítulos | Años campeón | Años subcampeón |
| ------------------------- | ------- | ---------- | ------------ | --------------- |
| Tampa Bay Sun FC          | 1       | 0          | 2024-25      | –               |
| Fort Lauderdale United FC | 0       | 1          | –            | 2024-25         |